# Charles Fichot
Pour les articles homonymes, voir Fichot.
Michel Charles Fichot, né le 6 juin 1817 à Troyes et mort le 7 juillet 1903 à Paris, est un peintre, dessinateur, illustrateur et lithographe français.

## Biographie
Né en 1817 à Troyes, il étudie l'architecture à l'École des Beaux-Arts de Paris. 
Après des études à Troyes, il entre en apprentissage chez le notaire Alexandre tout en poursuivant des études à l'école municipale de dessin. Il quitte ensuite le notariat pour entrer chez le lithographe Etienne Collet.
Il devient ensuite élève puis collaborateur de Anne-François Arnaud et participe à l'élaboration du Voyage pittoresque et archéologique de l'Aube.
En 1840, il devient collaborateur de presse pour le journal satirique local La Silhouette et le national L'Illustration. À Paris, il collabore avec le baron de Guilhermy à l'Itinéraire archéologique de Paris, ville où il s'installe en 1852. Il collabore aussi avec Amédée Aufauvre aux Monuments de Seine-et-Marne puis avec son fils Karl à des lithographies de grand format pour l'éditeur Turgis.
Il expose au Salon de Paris de 1841 à 1875 et reçoit une mention honorable en 1887. Il est récipiendaire de la Légion d'Honneur.
En 1878, il signe avec son fils Karl Fichot, son élève et habile collaborateur, une suite de lithographies du nouveau Paris haussmannien.
Il meurt le 7 juillet 1903 à Paris.
L'ancienne rue des Barreaux de Troyes porte son nom depuis le 23 août 1903.

## Galerie

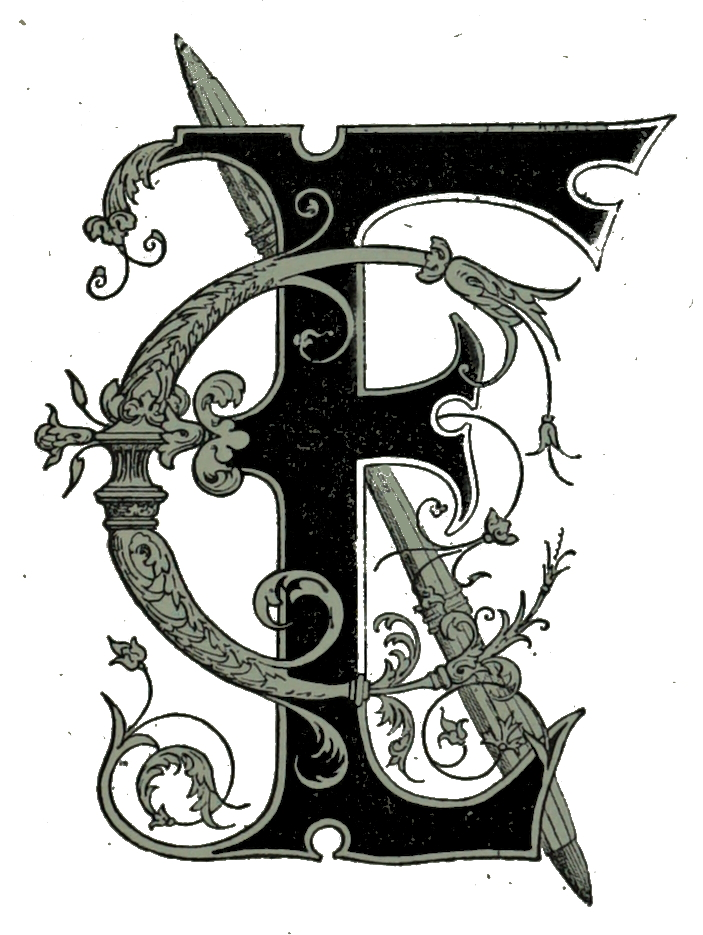
Son monogramme,
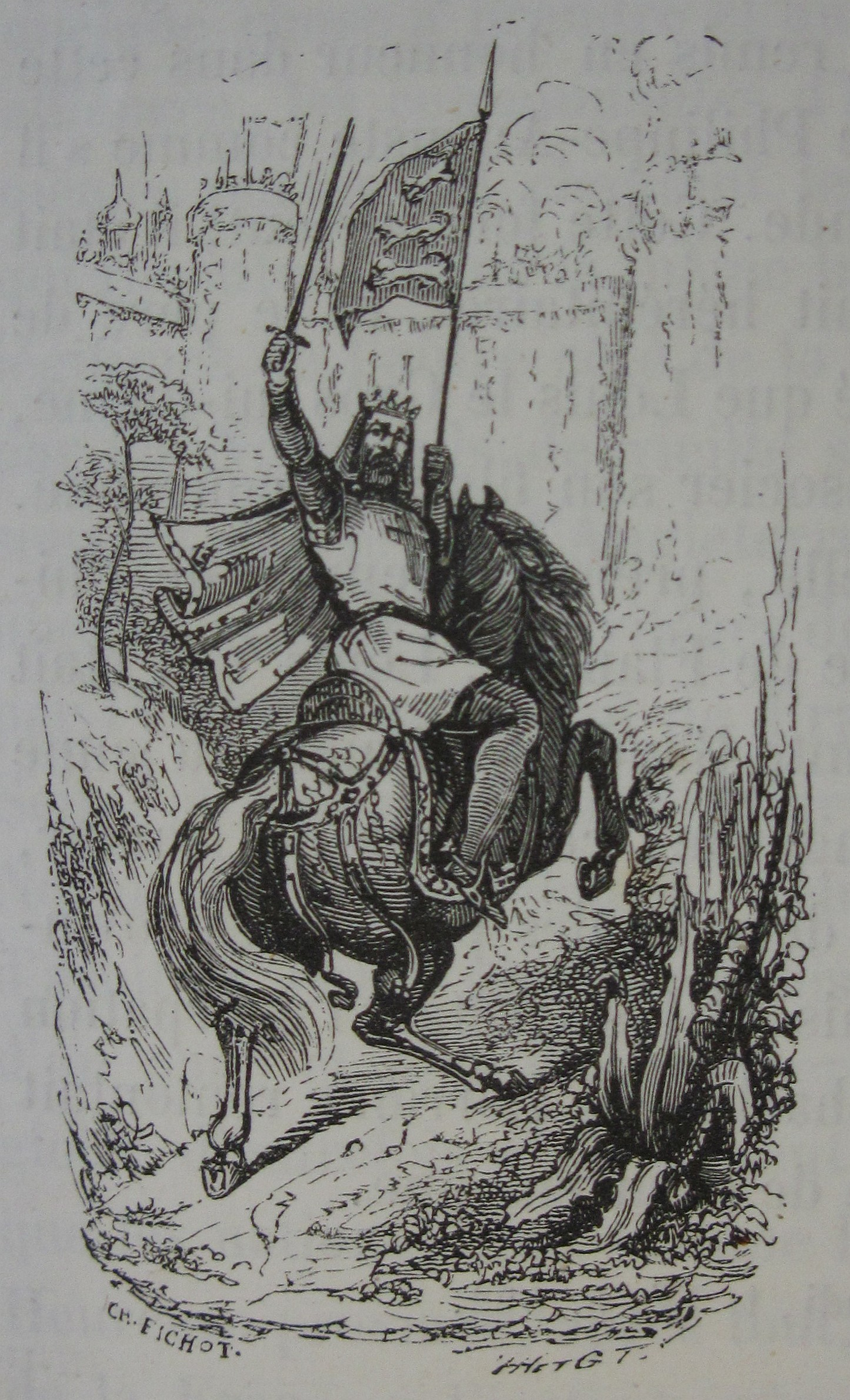
dans l'Illustration.
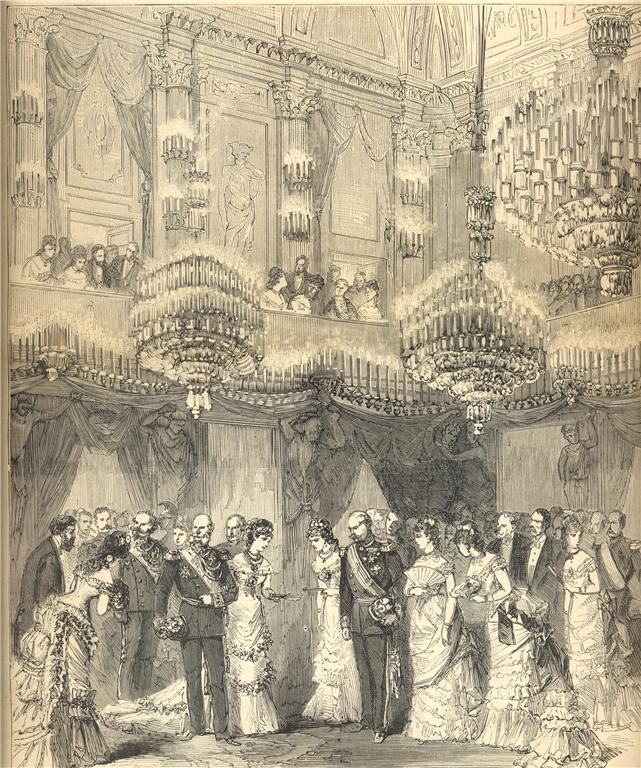
Guillaume Ier au palais de Milan[3].

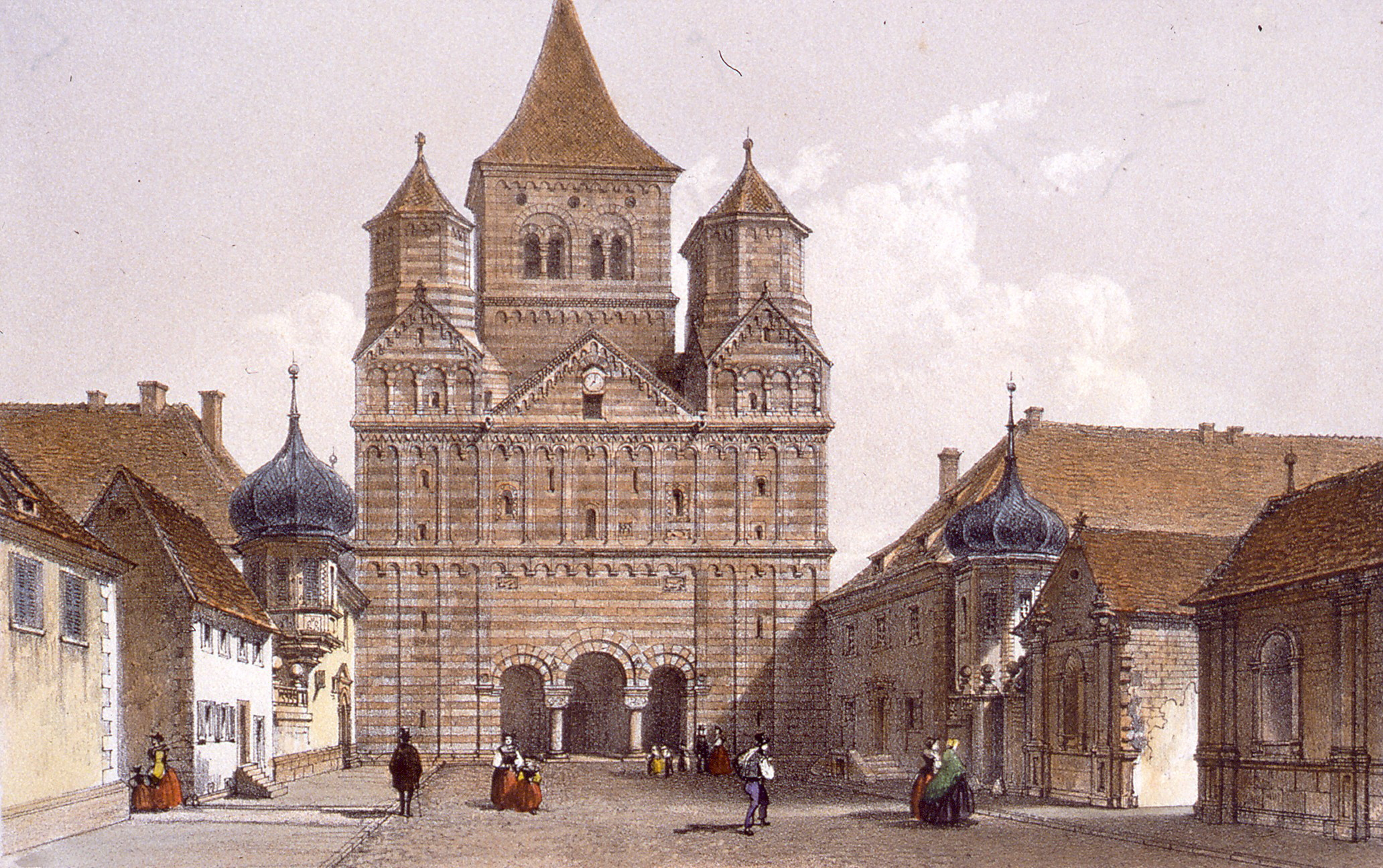
Marmoutier.
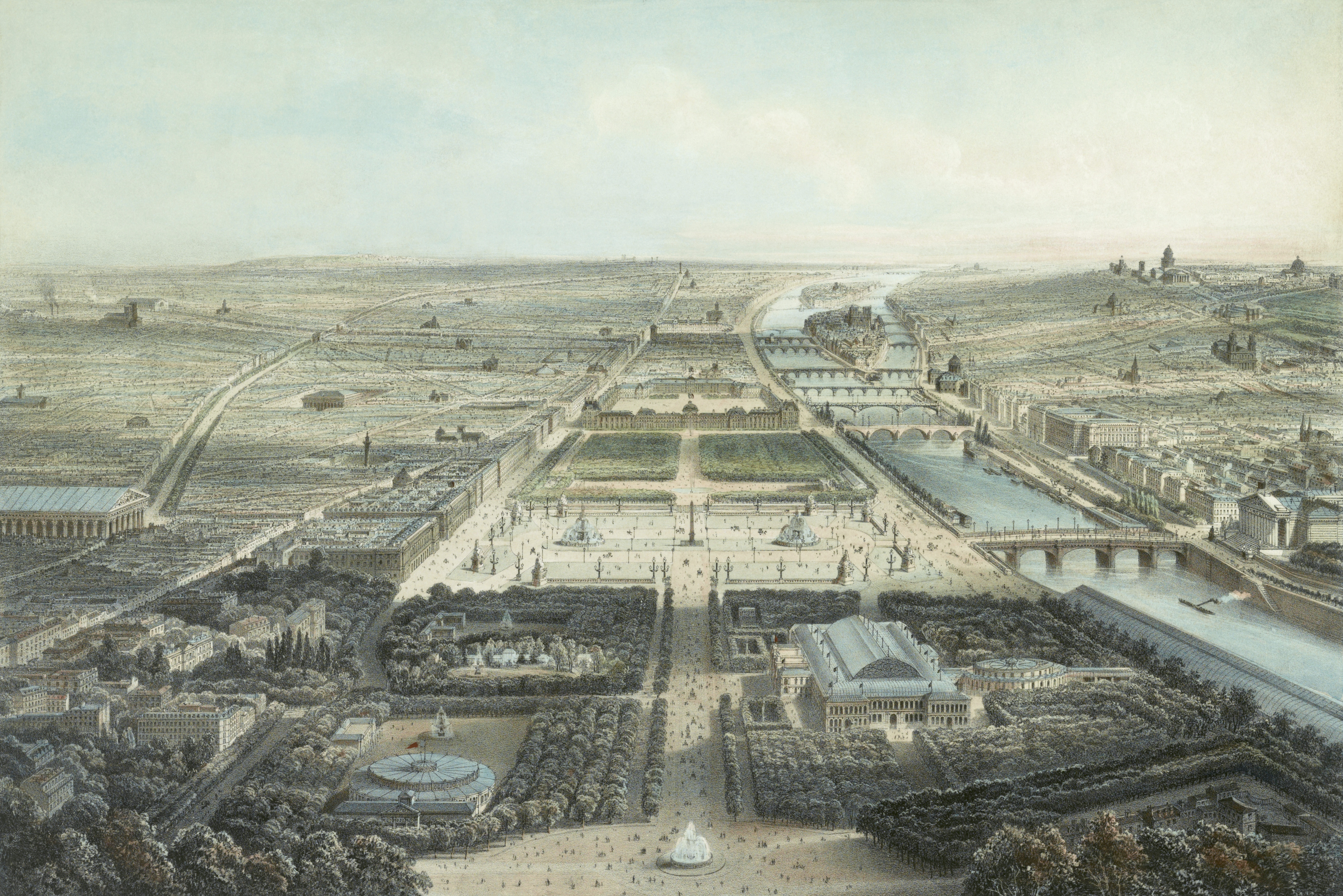
Vue générale de Paris.

## Publications
- [1852] Charles Fichot (ill.) et Amédée Aufauvre (notices), Album pittoresque et monumental du département de l'Aube, impr. E. Caffé, 1852, 124 p., sur gallica (lire en ligne).
- [1855] Ferdinand de Guilhermy (ill. Charles Fichot), Itinéraire archéologique de Paris, éd. Bance, 1855, 392 p., sur gallica (lire en ligne).
- [1857] Anne-François Arnaud (ill. Charles Fichot), Voyage archéologique et pittoresque dans le département de l'Aube et dans l'ancien diocèse de Troyes, impr. L.-C. Cardon, 1857, 240 p., sur books.google.fr (lire en ligne).
- [1858] Amédée Aufauvre et Charles Fichot, Les monuments de Seine-et-Marne, Paris / Troyes, impr. E. Caffé, 1858, 206 p., sur gallica (lire en ligne).
- [1891] Ferdinand de Guilhermy (ill. Charles Fichot), L'abbaye de Saint-Denis : tombeaux et figures historiques des rois de France, Paris, libr. Arnoult Lépine aîné, 1891, 116 p., sur gallica (lire en ligne).
- Statistique monumentale du département de l'Aube, 5 vol., 1884-1900
  - [1884] Charles Fichot, Statistique monumentale du département de l'Aube, vol. 1 : Arrondissement de Troyes, 1er, 2e et 3e cantons, avec les cantons d'Aix en Othe et de Bouilly, libr. Lacroix, 1884, 494 p., sur gallica (lire en ligne).
  - [1888] Charles Fichot, Statistique monumentale du département de l'Aube, vol. 2 : Arrondissement de Troyes, cantons d'Ervy, d'Estissac, de Lusigny et de Piney, libr. Lacroix, 1888, 560 p., sur archive.org (lire en ligne).
  - [1894] Charles Fichot, Statistique monumentale du département de l'Aube, vol. 3 : Troyes, ses monuments civils et religieux, libr. Lacroix, 1894, 558 p., sur gallica (lire en ligne).
  - [1900] Charles Fichot, Statistique monumentale du département de l'Aube, vol. 4 : Troyes, ses monuments civils et religieux, libr. Gris, 1900, 547 p., sur gallica (lire en ligne).
  - [1900] Charles Fichot, Statistique monumentale du département de l'Aube, vol. 5 : Troyes, la ville et ses monuments, libr. Charles Gris, 1900, 240 p., sur gallica (lire en ligne).